# Воржа
Воржа — село в Ростовском районе Ярославской области на берегу озера Неро. Население Воржи на 1 января 2010 г. составляет 161 чел.

## История села и церквей (до XX в.)
С начала XIII в. земли у озера Неро, на брегу которого позднее образовалось село, вошли в состав Ростовского княжества, существовавшее с 1207 по 1474 год.
По преданию (из записей Артынова) В XV веке (около 1430 г.) в Ворже стоял терем князя Василия Юрьевича Шемяки (который три раза был правителем Ростова: 1-й раз в 1428 г., 2-й – в 1430–1435 и 3-й раз – по приходе из Галича в 1462 году), среди княжеских полей, засеянных рожью. Здесь Шемяка творил разные бесчинства, вследствие чего ручей, на берегу которого стоял терем Шемяки, называется даже и посейчас в народе наложенным Шемякой неблагопристойным прозвищем. У кого в то время пропадала жена или дочь, то обыкновенно говорили отыскивающим: «ищи во ржи княжой!» Недалеко от терема Шемяки находился терем княжны Анны, дочери князя Константина Михайловича Короткина, которую по красоте назвали «Малина». После изгнания из Ростова Шемяки князем Василием Темным, Анна купила землю Шемяки и основала поселок, назвав его «Воржи». Поселок этот, после ее смерти, для поминовения по душе, был приложен Ростовскому архиерейскому дому, и архиепископ Ростовский Вассиан 1-й (1468 г.) велел выкопать в поселке пруд, который и существует до настоящего времени.
Из этой рукописи хотя и видно, что название «Воржа» происходить от слова «во ржи», но оно может происходить и от слова «ворожить». Мерянские поселения были по берегу озера Неро, а Меряне принадлежали к финскому племени и издавна славились колдовством и волшебством. Скандинавы, Греки и Исландцы почитали Финнов величайшими колдунами и чародеями, и самое имя «Финн» означало то же, что колдун; да наконец и самое название «Воржа» чисто мерянскаго происхождения.
Село Воржа расположено на юго-восточном берегу озера Неро и при двух реках: Шестаковке и Паздериной, местоположение ровное и низменное. Обыватели села в (по данным начала XX в.) занимались огородничеством в широких размерах. Посередине села пруд с довольно крутыми берегами, ширина которого около 8, а длина 40 сажень. Из пруда вытекает в озеро ручей , вода которого имеет минеральные начала, хотя настоящим образом она и не исследована. Пруд этот носит название «Княжна», а в XVI в. речка, вытекающая из него, называлась «Княжой»). В настоящее же время ему есть еще и другое, простонародное название, которое, впрочем, из приличия, приводить не считаем удобным.
В 14-15 вв. территория бывшего Ростовского княжества была постепенно присоединена к набирающему власть Московскому княжеству и при Иване III  окончательно вошла в его состав.
В ХѴI веке в поселке «Ворже» жили рыбаки, которые ловили в Ростовском озере рыбу для большого Московского дворца. Этим рыбакам царь Иван Васильевич Грозный приказал и для «богомольца своего» архиепископа Ростовского Никандра «ловити своими неводы шестую рыбу» (1551 г.).
Затем Иван Грозный поселок Воржу «приложил» Ростовскому архиерейскому дому «на помин своей души».
В 1608 г., октября 1-го дня, шайки ляхов Лисовскаго разграбили соседнее село Угодичи (в двух верстах от Воржи); но Воржу почему-то обошли и оставили совершенно нетронутою.
В память этого события, Ростовский митрополит Филарет Никитич Романов и построил в Воржe, в 1609 г., деревянную церковь во имя Покрова пресвятой Богородицы. В писцовой книге Ростовского уезда за 1629-1631 гг. о селе Ворже имеются следующие записи:
В Якимовском же стану за ростовским митрополитом Варламом:
Село Воржа у Ростовского озера на речке на Ворже. А в селе церковь Покров Пречистые Богородицы, деревянна клецки. А церковь, и в церкве образы и свечи, и книги, и ризы, и сосуды церковные, и на колокольне колокола, и всякое церковное строенье митрополичье и мирское. У церкви поп Ларион Иосифов, дьячок Сенка Михайов. Пашни церковные середние земли десять чети в поле, а в дву по тому ж. Сена на пожне Пятницкой сто пятьдесят копен. Да в селе ж двор прикащиков пуст, двор митрополичья садовника да крестьян. В селе ж бобыли, пашни не пашут, кормятца рыбною ловлею. В том же селе слободка Белая.
Пашни паханные середние земли пять чети бес третника  да перелогом и лесом поросло тридцать пять чети с третником в поле, а в дву по тому ж. Сена к селу в разных местах на пожнях триста копен да пожну косят на митрополичей обиход: пожня Мешкатная, пожня Якимовская да пожня Переделная, да пожня Щетковна, а сена на тех пожнях ставица сто двадцать копен. А платити села Воржи крестьяном и бобылем осударевы подати в сошное писмо с пяти чети бес третника пашни. Да того ж села в Ростовском озере рыбная ловля от угодицкой ловли трестяной плав, а от села Поречья Твердинская речка.  В этой же книге село Воржа также имеет название Дворжа.
По данным Титова деревянная церковь в Ворже была перестроена митрополитом Ионою Сысоевичем (1652—1690). Что случилось с церковью далее данных не сохранилось.
С появлением приказов - органов центрального государственного управления в Русском государстве, заведовавшие особым родом государственных дел или отдельными областями государства (иначе палаты, избы, дворы, дворцы, трети или четверти) земли у озера Неро с 1645 годов земли вошли в состав Костромской четверти.
В 1708 году Пётр I, разделяя государство на губернии, упразднил приказы и причислил Ростов к Московской губернии.
В 1719 году, когда губернии были разделены на провинции, Ростов был причислен к Переяславской провинции.
До 1764 г. Воржа принадлежала Ростовскому архиерейскому дому.
В 1777 году, при учреждении Ярославского наместничества, Ростов составил отдельный его уезд, к которому был в 1802 году присоединен Петровский уезд, в каковых границах уезд и сохранялся до революции 1917 г.
С 1789 года в селе стояла пятиглавая каменная Церковь Покрова Пресвятой Богородицы выстроенная тщанием прихожан. Колокольня построена в связи с церковью, над папертью. Между храмовыми иконами заслуживала внимания местно-чтимая икона Испанской Божией Матери. Письмо и размер этой иконы (2 арш. выш. и 7 четв. ширины) свидетельствуют о древности ее, но к какому именно времени относится ее появление—неизвестно. Есть однако предание, что эта икона и еще четыре местные иконы: Господа Вседерягителя, Покрова Пресв. Богородицы, св. и чуд. Николая и св. пророка Илии, по письму и размерам одинаковый с первой, перенесены в Воржу из церкви села Семеновского, разоренного в 1612 г. поляками и ныне уже несуществующего. Другое предание говорит, что означенные иконы перенесены в настоящую церковь из прежде бывшей Воржской деревянной церкви.
Крестных ходов в селе пять:
а) в день преполовения Пятидесятницы—вокруг пруда, в память посещения Божия пожаром, в 1863 году;
б) в день праздника Тихвинской иконы Божией Матери, 26 июня, в память посещения Божия холерою, в 1848 г., вокруг села;
в) 1 августа—вокруг села, в память посещения Божия скотским падежом;
г) в день празднования Владимирской иконы Божией Матери, 26 августа,—в память посещения Божия холерою в 1866 г., по посадам села, с Испанскою иконою Божией Матери, и
д) Покровский ход вокруг села—с Владимирскою иконою Божией Матери из Ростовского собора.
Ни рукописей, ни древних старопечатных книг при церкви села Воржи нeт.
В числе утвари церковной есть дарохранительница, или ковчег напрестольный, непробного серебра, построенный, как видно из надписи, в 1783 году купеческою вдовой Евдокией Семеновною Свиридовою на поминовение ее родителей, но в какую церковь—надпись не говорить, и как он оказался в Покровской церкви—неизвестно. Есть также замечательное по весу, величине и печати напрестольное Евангелие, издания Московской Синодальной типографии 1759 г.; вышина его 1 арш., ширина 3 четв., а весом более 2 пуд.; печать так крупна, что на странице лишь 16 строк. Облачений древних нет.
Церковной земли 36 дес. Приход состоит из одного села.
Село Воржа (по данным 1859 г.) входило в состав Ростовского уезда Ярославской области, в 10 верстах от уездного города Ростова. Село являлось владельческим. В нем было также расположено 5 цикориевых предприятий.
С образованием волостей, с. Воржа стало волостным центром Воржской волости, состоящей из 11 сельских обществ: Воржского, Вексицкого, Григоровского, Звягинского, Козовского, Климатинского, Караваевского, Новодеревеньковского, Филимоновского, Чучерского и Шестаковского — 6 сел и 13 деревень; по семейным спискам—2,759 д. мужского пола и 2,946 д. женского пола, а всего 5,705 д. обоего пола.
В Ворже в 1885 г. находилось волостное правление и, с 1871 г., земское училище. В мае 1882 г. был сильнейший пожар, истребивший 90 домов.
По данным 1908 года в селе стояла та же церковь Покровская, летняя и зимняя. Престолов в церкви – 5: в летней – Покрова Пресвятой Богородицы, на правой стороне придел св. Дмитрия рост. чуд. И на левой придел священ. Власия, в зимней – на правой стороне придел пророка Илии, на левой – св. и чуд. Николая.
Церковной земли 36 десятин: Церковный дом для причта деревянный, двухэтажный. Капитала при церкви 3996 р. На новом приходском кладбище, отведенном в 1862 году, выстроена каменная часовня. При часовне деревянная звонница с четырьмя колоколами. Прихожан 929 мужчин и 972 женщины. Приход состоит из одного села Воржи.
В приходе земская школа, устроенная в 1870 году, церковно-приходское попечительство, в здании сельского правления бесплатная библиотека-читальня и чайная. Причта положено быть Священнику, дьякону и псаломщику. Причтового капитала в % бум. 2560 р. 85 коп.
В своем последнем виде представляла собой высокий двухсветный четверик с более широкой пониженной трапезной и четырёхъярусной колокольней. Основной объём завершен пятиглавием. В советское время церковь была закрыта и уничтожена.
В 1923 году в ходе укрупнения Воржская волость вошла в состав Угодичской волости того же уезда.
В 1929 году  Угодичская  волость была ликвидирована, села вошли в состав Ростовского района. В соответствии с Постановлением Президиума ВЦИК от 14 января 1929 года Ярославская губерния была упразднена, создана Ивановская промышленная область.
В 1936 году после разделения Ивановской промышленной области на Ивановскую и Ярославскую село Воржа вместе с другими окрестными населенными пунктами вошло в состав Ярославской области.
С марта 1936 года село Воржа вошло в Ростовский район Ярославской области.

## Население (статистика)
1628-1631 гг. - более 200 человек;
1646 год – около 200 семей;
конец XVIII в. – 353 двора, 1054 душ мужского пола и 1068 душ женского пола;
1859 год – 314 дворов, 861 душ мужского пола и 1019 душ женского пола;
1861 год – при двух церквях 297 дворов, в них 896 душ мужского пола и 1070 – женского пола;
1885 год – 285 дворов и 868 душ мужского пола при 672 наделах;
1898-1901 гг. - 278-294 дворов.
1908 год – прихожан в Богоявленской церкви 527 мужского пола и 524 женского пола, в Николаевской церкви 609 мужского пола и 599 женского пола;
| 1859 | 1897  | 1914  | 2007 | 2010 |
| ---- | ----- | ----- | ---- | ---- |
| 1510 | ↗1556 | ↗1900 | ↘210 | ↘161 |